# Hemerotrecha californica
Hemerotrecha californica är en spindeldjursart som först beskrevs av Banks 1899.  Hemerotrecha californica ingår i släktet Hemerotrecha och familjen Eremobatidae. Inga underarter finns listade i Catalogue of Life.